# Mauria
Mauria é um género botânico pertencente à família Anacardiaceae.